# Joseph Philippe de Clairville
Joseph Philippe de Clairville (Zuid-Frankrijk, 1742 - Winterthur, 31 juli 1830) was een Zwitsers botanicus en entomoloog. De Clairvilles collectie van kevers (Coleoptera), zijn grootste interesse, bevindt zich in het Natuur Historisch Museum in Bazel. Hij was echter ook geïnteresseerd in tweevleugeligen (Diptera) en libellen (Odonata).
In zijn Manuel d’herborisation en Suisse et en Valais uit 1811 beschreef hij de plaatselijke flora volgens de binomiale nomenclatuur van Linnaeus. Hij schonk zijn bibliotheek en herbarium aan de stedelijke bibliotheek van Winterthur, die het herbarium aanbood aan het Botanisch Instituut van Zürich.